# Neuville-sur-Touques

Neuville-sur-Touques este o comună în departamentul Orne, Franța. În 1 ianuarie 2022 avea o populație de 237 de locuitori.